# Almáskamarás
Almáskamarás (vyslovováno [almáškamaráš], německy Almasch) je vesnice v Maďarsku v župě Békés, spadající pod okres Mezőkovácsháza. Nachází se asi 5 km jihovýchodně od Medgyesegyházy. V roce 2015 zde žilo 886 obyvatel. Podle údajů z roku 2011 zde byli Maďaři (90,2 %), Němci (41 %), Romové (0,2 %) a malé menšiny Slováků a Rumunů.
Sousedními vesnicemi jsou Kunágota a Nagykamarás.